# 格陵蘭因紐特人
格陵蘭因紐特人，又譯格陵蘭伊努伊特人，以格陵蘭語為母語的原住民（包含部分因歐混血），格陵蘭的主體民族，具有丹麥公民權。
在2012年格陵蘭人口57,695中的89%是因紐特人，可分為三部分:Kalaallit分布於西格陵蘭，Tunumiit分布於東格陵蘭，Inughuit分布於北格陵蘭。
今天，大多數格陵蘭人是當年登陸格陵蘭的原始祖先圖勒人的直系後裔。其他格陵蘭人大多是歐洲移民（主要為丹麥移民），多生活在西南地區。
在公元13世紀，圖勒人由加拿大地区到達格陵蘭，取代了先前薩克塞克文化與多尔塞特文化人群，成為現在格陵蘭因紐特人的祖先。